# Paul Wei
 (janvier 2011).
Le contenu est difficilement compréhensible vu les erreurs de traduction, qui sont peut-être dues à l'utilisation d'un logiciel de traduction automatique.
 (septembre 2016).
Améliorez-le ou discutez des points à vérifier. 
Paul Wei (魏保羅 en pinyin : Wèi Bǎoluó, 1877-1919) est le fondateur de la Véritable Jésus Église. 
Né à Hebei, Chine, il était un homme d'affaires prospère dans l'industrie de la confection. Il a été membre de la London Missionary Society en Chine. 
Il rejoint l'Église adventiste du septième jour. 
Selon son Église, il aurait été miraculeusement guéri par un pasteur de la Mission apostolique de la foi. Il rejoint alors cette Église.
Un jour, tandis qu'il priait à une église de Pékin, il aurait reçu le baptême du Saint-Esprit et aurait commencé à éprouver la glossolalie.
En 1917, il aurait reçu du Saint-Esprit, le commandement suivant : « Vous devez recevoir le baptême avec les revêtements principaux en bas ».
Il décide alors de consacrer sa vie au service de Jésus Christ. Après un jeûne de 39 jours, le Saint-Esprit lui aurait indiqué que l'église nouvellement formée devrait être appelée Véritable Jésus Église (真耶穌教會).
Il a été enterré dans sa ville natale.